# Tapio Wilska

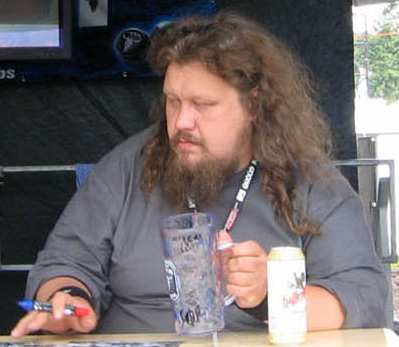
Tapio Wilska (2005)

Tapio Wilska (* 19. September 1969 in Mikkeli) ist ein finnischer Musiker.

## Werdegang
Wilska machte seine ersten musikalischen Gehversuche in einer Schülerband namens Smile. Nach einer kurzen Zeit bei der Band Lyijykomppania gründete er die Band Nattvindens Gråt. Deren Keyboarder Tuomas Holopainen gründete kurze Zeit später die Band Nightwish, bei der Wilska unter anderem als Roadie und Bodyguard arbeitete. Auf ihren Alben Oceanborn und Over the Hills and Far Away war er als Gastsänger zu hören. Außerdem wirkte er als Bassist bei der finnischen Band Wizzard mit.
Im Jahre 2002 wurde Wilska Nachfolger von Jan „Katla“ Jämsen bei Finntroll und nahm mit der Band die Alben Visor om Slutet und Nattfödd auf. Aufgrund von Meinungsverschiedenheiten schied er Anfang 2006 bei Finntroll aus. Nach einer kurzen Auszeit schloss er sich den Bands Soulgrind und Survivors Zero als Bassist an. Nach eigener Aussage hat Tapio Wilska bei rund 30 verschiedenen Bands als Mitglied oder Gastmusiker gewirkt.
Tapio Wilska studierte Englisch, Schwedisch und Literatur an der Universität Tampere und wollte Lehrer werden. Später arbeitete er in einer IT-Firma im Bereich Webdesign. Heute arbeitet er als Tontechniker in drei Clubs in Helsinki.

## Diskografie

### Als Bandmitglied
| mit Finntroll - 2003: Visor om Slutet - 2004: Nattfödd mit Lyijykomppania - 1993: Uimakoulu | mit Nattvindens Gråt - 1994: A Bard's Tale - 1997: Chaos Without Theory mit Sethian - 2003: Into the Silence mit Soulgrind - 2007: Pakana | mit Survivors Zero - 2007: CMXCIX mit Wizzard - 1999: Devilmusick - 2000: Songs of Sin and Damnation |

### Als Gastmusiker
- 1998: Nightwish – Devil & the Deep Dark Ocean und The Pharaoh Sails to Orion auf dem Album Oceanborn
- 2000: Timo Rautiainen ja Trio Niskalaukaus – Lintu auf dem Album Itku Pitkästä Ilosta
- 2002: Timo Rautiainen ja Trio Niskalaukaus – Hämmennys Ja Viha auf dem Album Rajaportti
- 2004: Timo Rautiainen ja Trio Niskalaukaus – Nyt On Mies! auf dem Album Hartes Land